# Aloe bulbillifera
Aloe bulbillifera är en grästrädsväxtart som beskrevs av Joseph Marie Henry Alfred Perrier de la Bâthie. Aloe bulbillifera ingår i släktet Aloe och familjen grästrädsväxter.
Artens utbredningsområde är Madagaskar.

## Underarter
Arten delas in i följande underarter:
- A. b. bulbillifera
- A. b. paulinae

## Bildgalleri

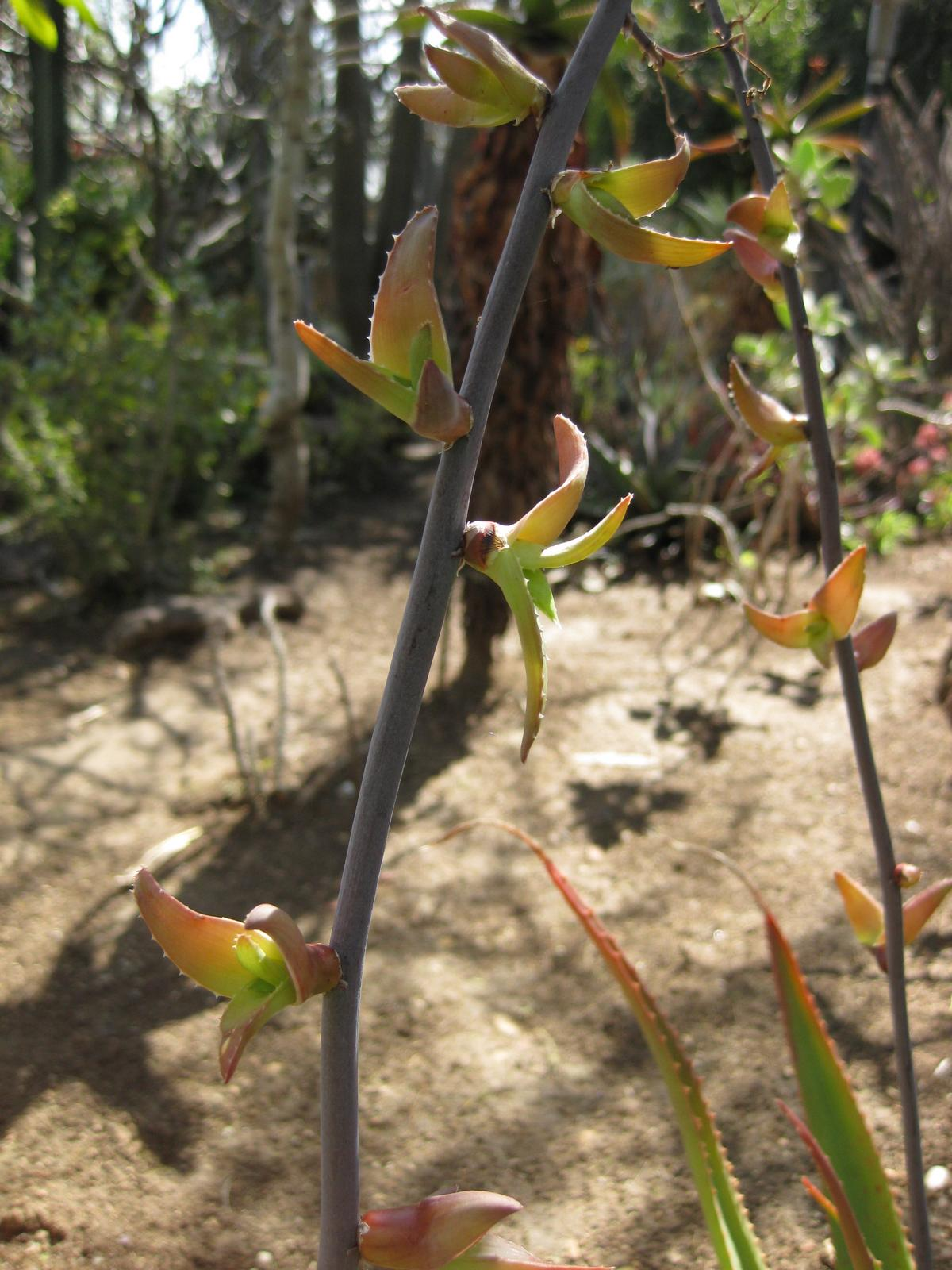
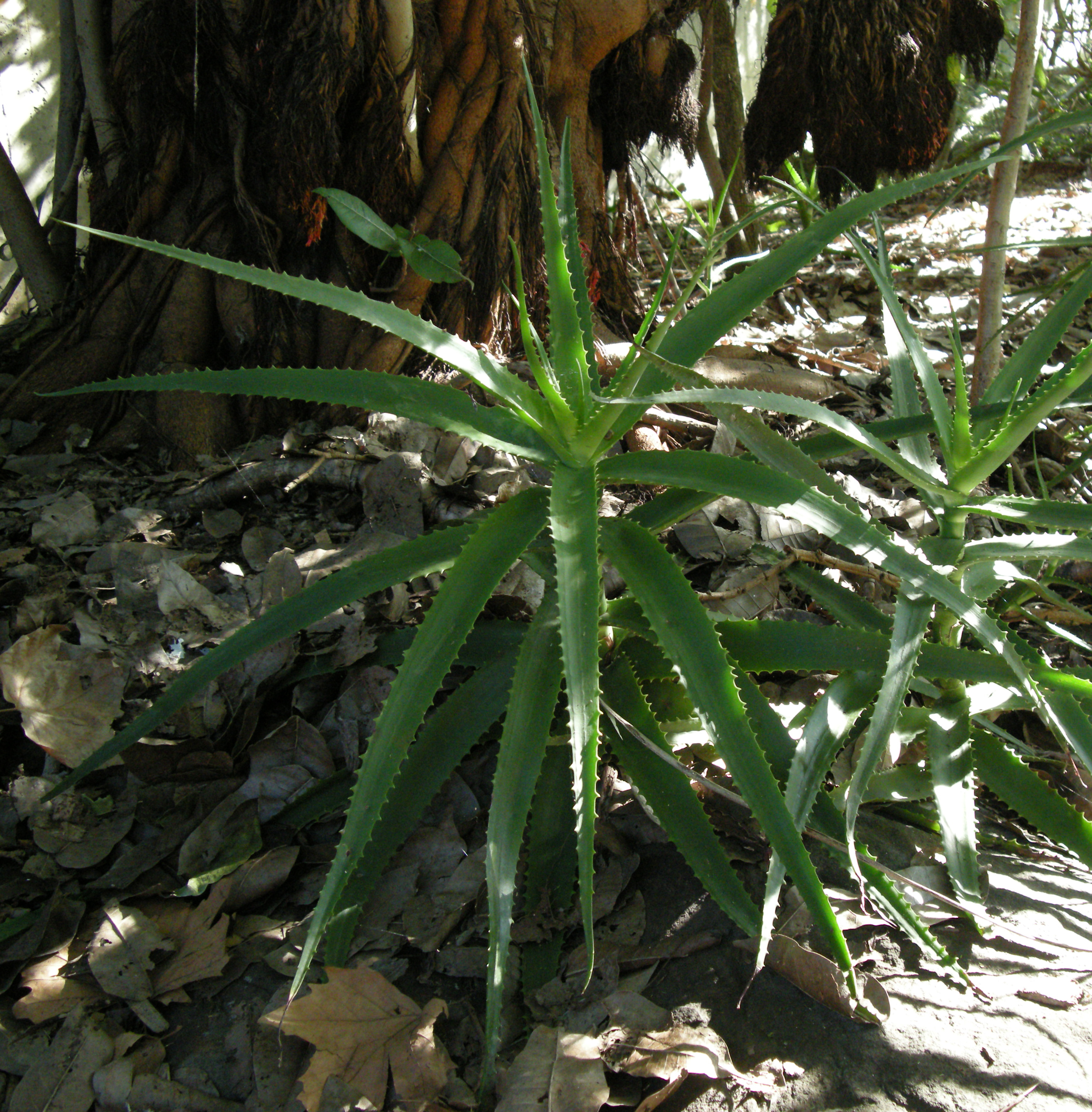
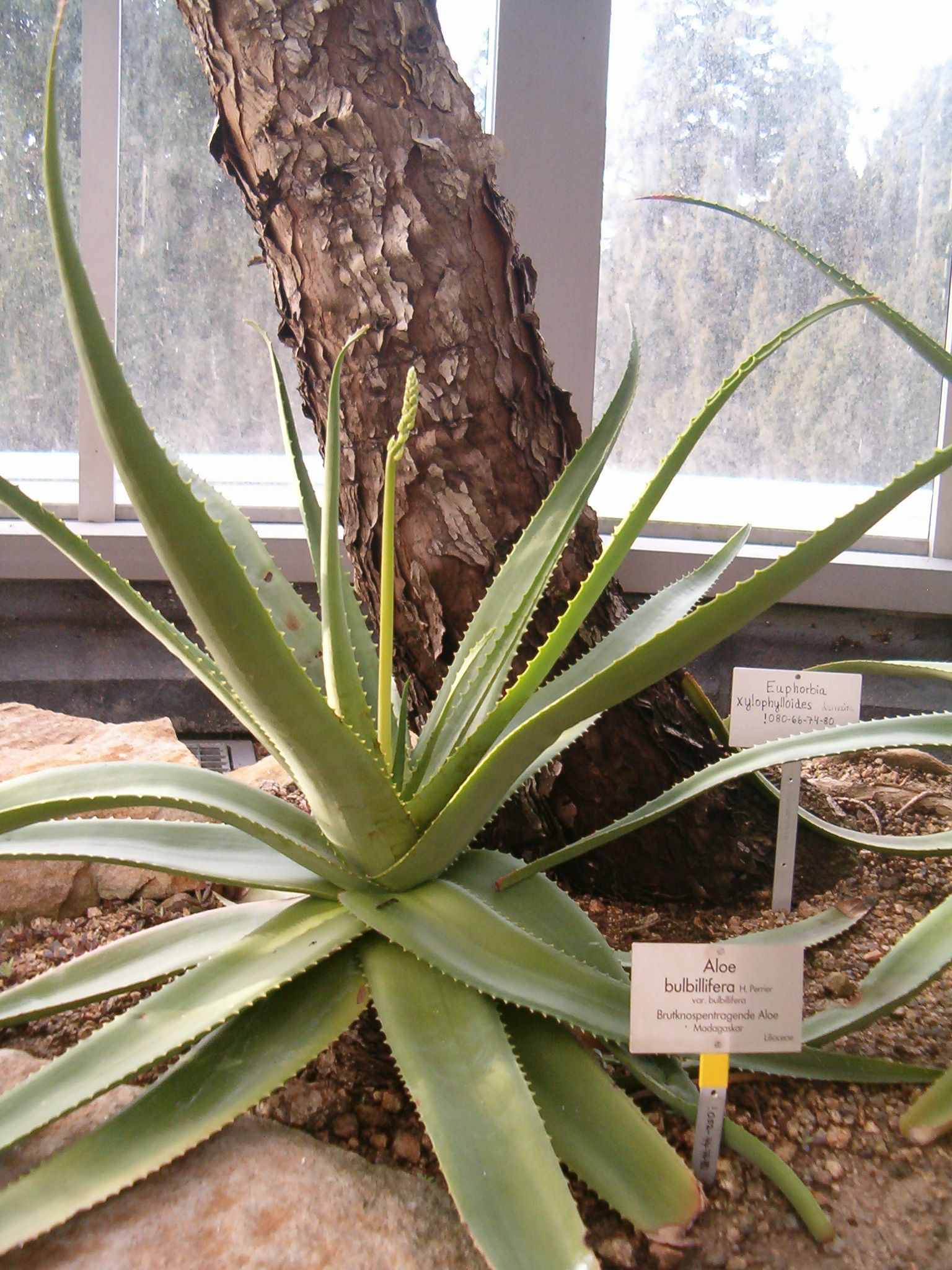
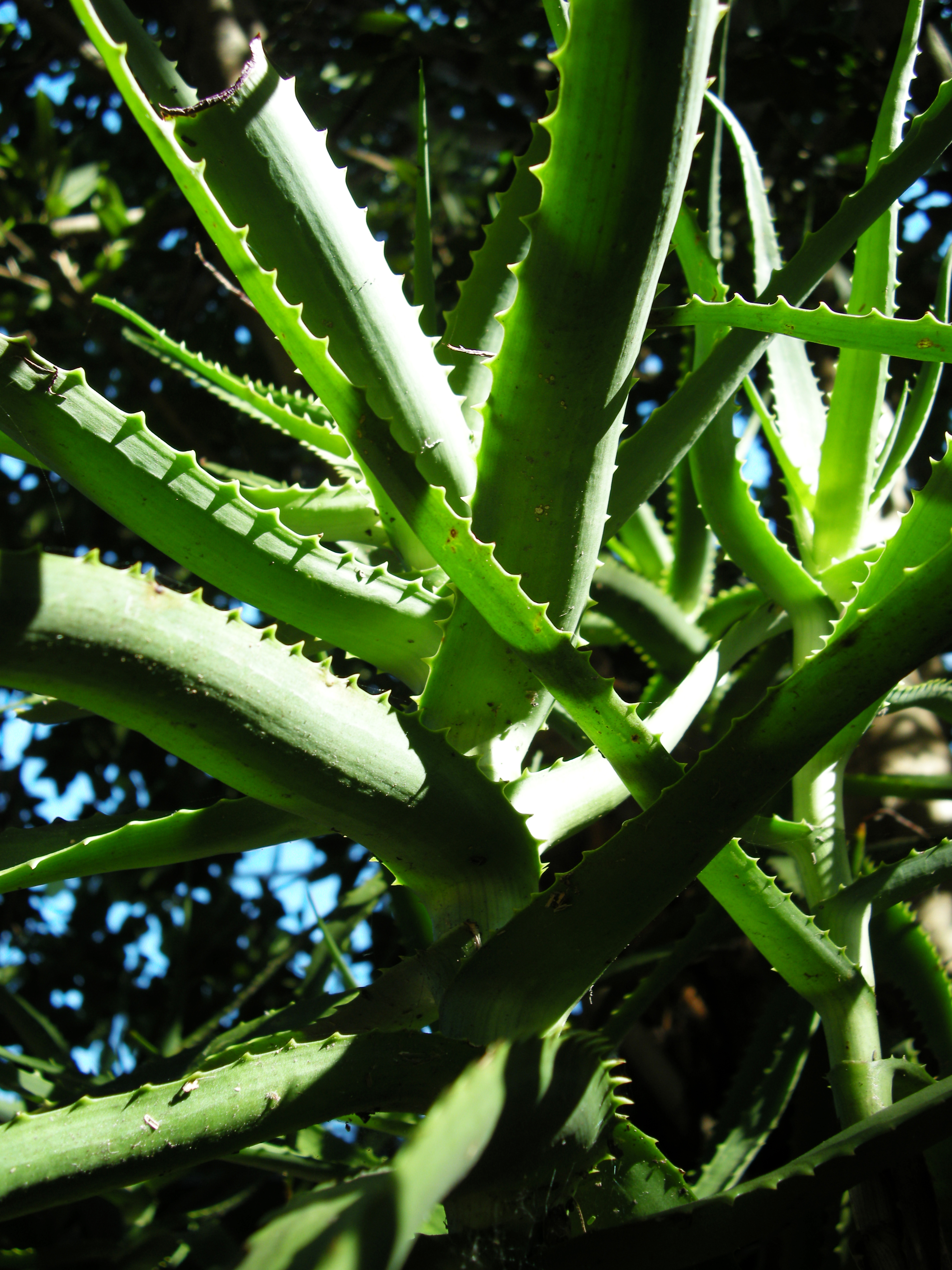